# Gruvasjön
Gruvasjön är en sjö i Gagnefs kommun i Dalarna och ingår i Dalälvens huvudavrinningsområde. Sjön har en area på 0,0767 kvadratkilometer och ligger 156,7 meter över havet.

## Delavrinningsområde
Gruvasjön ingår i det delavrinningsområde (671647-146351) som SMHI kallar för Ovan Västerdalälven. Medelhöjden är 195 meter över havet och ytan är 10,16 kvadratkilometer. Räknas de 1097 avrinningsområdena uppströms in blir den ackumulerade arean 12 407,06 kvadratkilometer. Avrinningsområdets utflöde Dalälven (Österdalälven) mynnar i havet. Avrinningsområdet består mestadels av skog (43 procent), öppen mark (15 procent) och jordbruk (21 procent). Avrinningsområdet har 0,44 kvadratkilometer vattenytor vilket ger det en sjöprocent på 4,3 procent. Bebyggelsen i området täcker en yta av 1,14 kvadratkilometer eller 11 procent av avrinningsområdet.